# Lommedalen

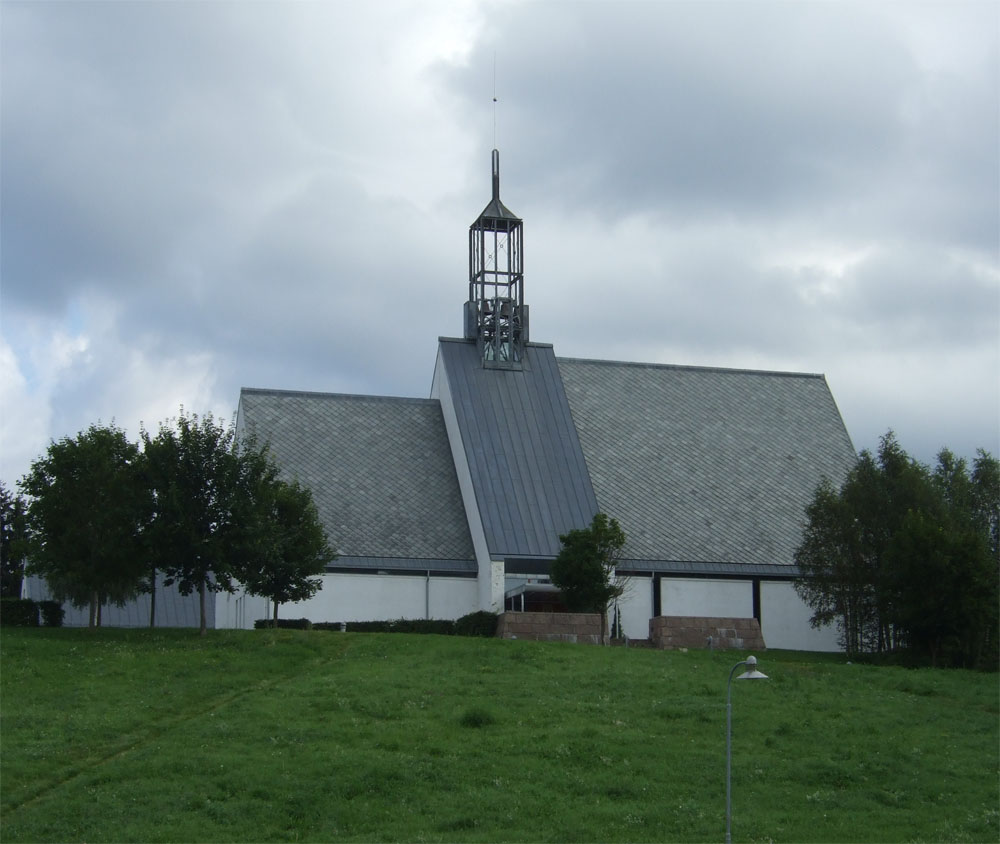
Église de Lommedalen.

Lommedalen est une localité rattachée à la municipalité du comté d'Akershus Bærum, en Norvège. Elle compte environ 11 200 habitants selon Statistics Norway.

## Toponymie
Le mot Lommedalen vient de la rivière Lomma.

## Géographie
La localité, construite dans une zone forestière à 15 km à l'ouest d'Oslo, est traversé de part en part par la rivière Lomma.

## Démographie
| 2013   | 2014   | 2015   | 2016   | 2017   | 2018   | 2019   | 2020   | 2021   |
| ------ | ------ | ------ | ------ | ------ | ------ | ------ | ------ | ------ |
| 11 349 | 11 360 | 11 448 | 11 383 | 11 327 | 11 234 | 11 200 | 11 127 | 11 225 |